# Milan Galvánek
Milan Galvánek (* 2. dubna 1951) je bývalý slovenský fotbalista, útočník.

## Fotbalová kariéra
V československé lize hrál za ZVL Žilina. Nastoupil v 59 ligových utkáních a dal 5 ligových gólů. V Poháru UEFA nastoupil v sezóně 1972/73 za Duklu Praha v utkání proti OFK Bělehrad.

## Ligová bilance
| Ročník                                     | Zápasy | Góly | Klub                   |
| ------------------------------------------ | ------ | ---- | ---------------------- |
| 2. československá fotbalová liga 1973/1974 | -      | -    | ZVL Kysucké Nové Mesto |
| 1. československá fotbalová liga 1975/1976 | 29     | 2    | ZVL Žilina             |
| 1. československá fotbalová liga 1976/1977 | 23     | 3    | ZVL Žilina             |
| 1. československá fotbalová liga 1977/1978 | 7      | 0    | ZVL Žilina             |
| CELKEM 1. liga                             | 59     | 5    |                        |